# 北原村
北原村（きたはらむら）は、高知県高岡郡にあった村。現在の土佐市の北西端にあたる。

## 地理
- 山岳：北原峰、松尾山
- 河川：波介川、甲原川

## 歴史
- 1889年（明治22年）4月1日 - 町村制の施行により、北地村・甲原村・谷地村の区域をもって発足。
- 1954年（昭和29年）3月31日 - 高岡町・高石村・蓮池村・波介村・戸波村と合併し、改めて高岡町が発足。同日北原村廃止。

## 交通

### 道路
- 国道197号（現・国道56号）